# Грб Уљановске области
Грб Уљановске области је званични симбол једног од субјеката Руске федерације са статусом области — Уљановске области. Грб је званично усвојен 26. децембра 2013. године.

## Опис грба
На азурно плавом пољу, сребрни стуб са базом на којој је представљена пиједестал, крунисан царском круном, са азурно плавом траком, окренутом споља.
Штит је крунисан златном круном посебне врсте за ову област (украшена је драгим камењем на прстену круне и са три видљива зуба у облику акантусовог лишћа између којих су два видљива зуба са мањим бисерима).
Носачи грба су два златна лава, од којих је хералдичко десни лав држи три златна класа жита у лијевој предњој шапи, а лијеви хералдички лав држи кратки мач истог метала у десној предњој шапи, а испод штита приказан је сребрни галеб у лету, равно постављеног према штиту, уздигнутих и раширених крила. Подножје испод лавова је вијенац од златних храстових грана са лишћем, увезаних златном лентом са мотом: „Подршка души и сили“ исписано азурним словима.